# Neuerburg (Burg)
Die Burg Neuerburg ist eine Burg bzw. Festung oberhalb der Stadt Neuerburg im Eifelkreis Bitburg-Prüm in Rheinland-Pfalz. Sie wird nach Teilrestaurierung als Jugendburg und Jugendherberge genutzt.

## Geographische Lage
Die Burg steht in der westlichen Eifel rechts über dem Tal der Enz an einem nach Nordosten gerichteten Berghang auf einer Höhe von etwa 380 m.

## Geschichte

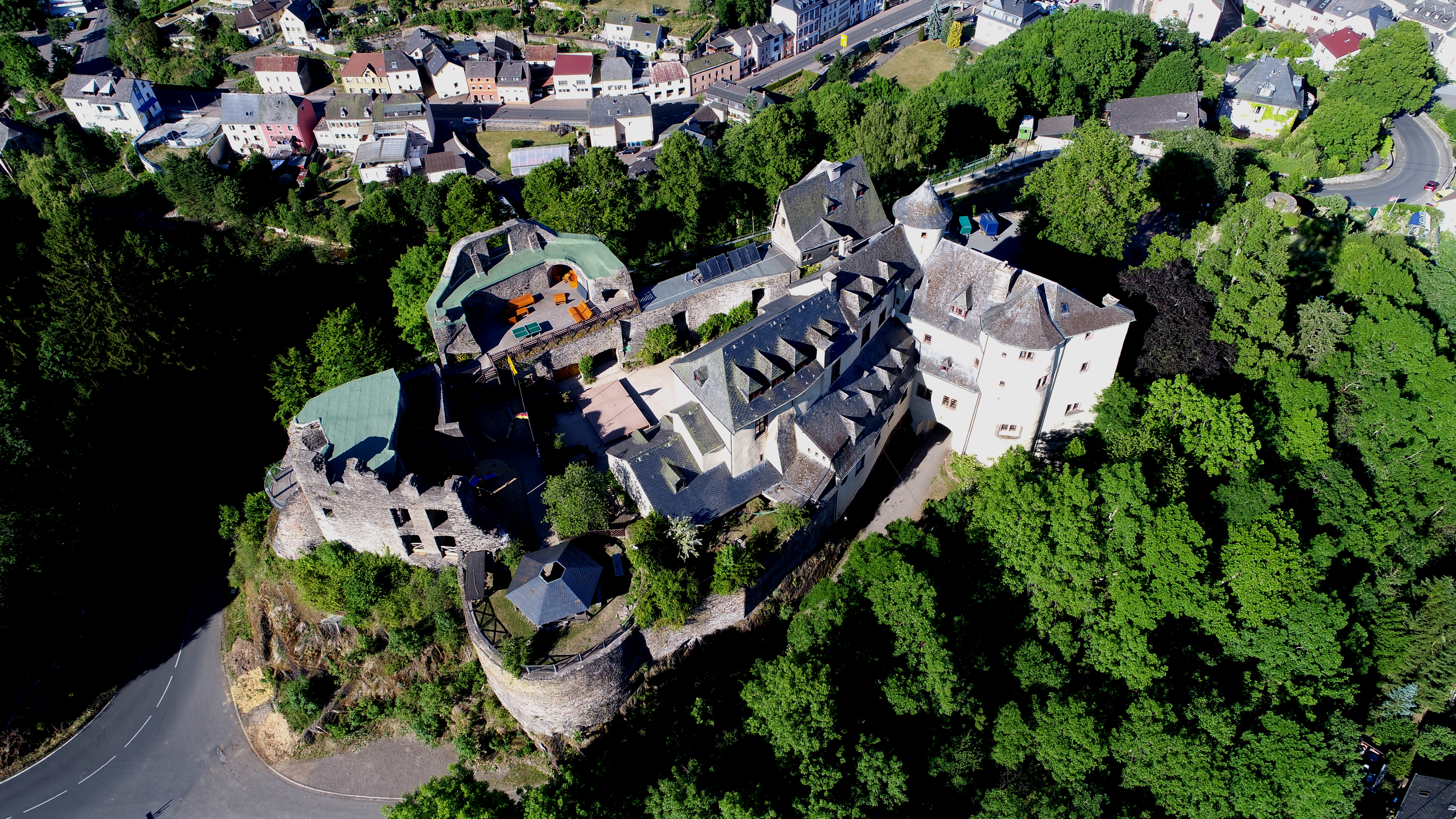
Neuerburg, Luftaufnahme (2017)

Vom zweiten Normanneneinfall 892 in Prüm schreibt der Geschichtsschreiber Abt Regino von Prüm, die Normannen seien nach der Verwüstung von Prüm in die Ardennen gezogen zu einer neu errichteten Burg (novum castrum), in die sich eine große Menschenmenge geflüchtet hatte. Die Normannen hätten die Burg erstürmt und alle Menschen dort niedergemacht. Da der Name „neue Burg“ der Burg und Stadt seit alten Zeiten anhaftet, ist es denkbar, dass Abt Regino tatsächlich die heutige Burg Neuerburg gemeint hat.
Die erste gesicherte urkundliche Erwähnung der Spornburg fand 1132 statt, als ein Theoderich zu Neuerburg eine Schenkungsurkunde bezeugt. Die Burg war damals vermutlich aber schon älter, da Graf Philipp von Vianden in einer Urkunde des Jahres 1270 die Burg und Herrschaft Neuerburg als ein altes Lehen seines Hauses bezeichnet, welches er selbst vom Grafen von Luxemburg erhalten habe.
Eine erste fortlaufende Linie der Herren von Neuerburg beginnt um 1200 mit Friedrich I. von Neuerburg und endet mit Friedrich III., der die Burg und Herrschaft zu einem unbekannten Zeitpunkt an seinen Schwager Friedrich von Brandenburg übertrug. Dieser schenkte dem Burgflecken Neuerburg kurz vor seinem Tod im Jahr 1332 die Stadtfreiheit. In der Folge wechselten Burg und Herrschaft mehrfach den Besitzer. Es waren dies die Herren von Kronenburg, die von Rodemachern, die Grafen von Virneburg und ab 1487 die Grafen von Manderscheid. Diese Herrscherlinie behielt Burg und Herrschaft dann auch bis zur Auflösung durch die französischen Revolutionstruppen im Jahr 1794.

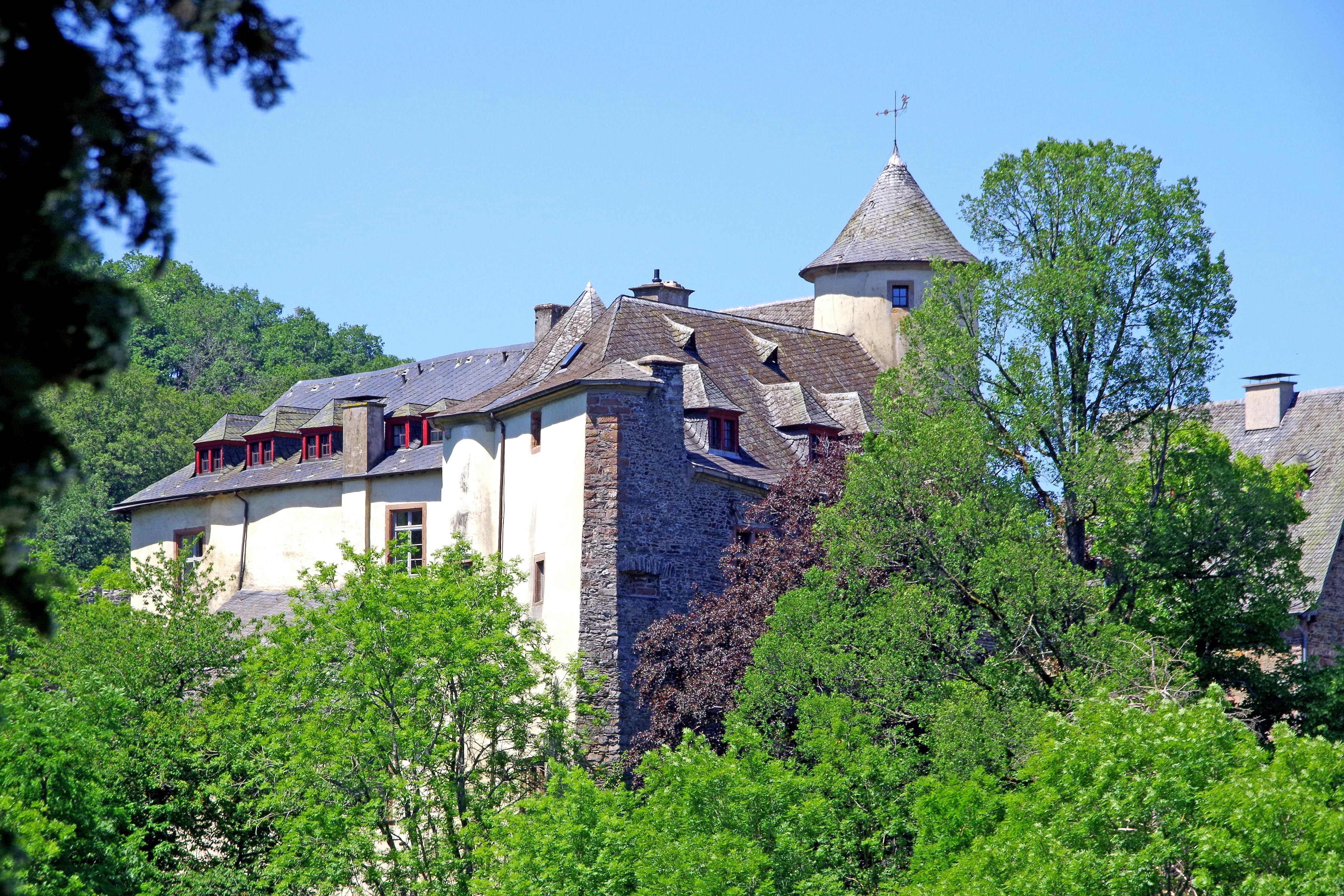
Burg Neuerburg von Südosten

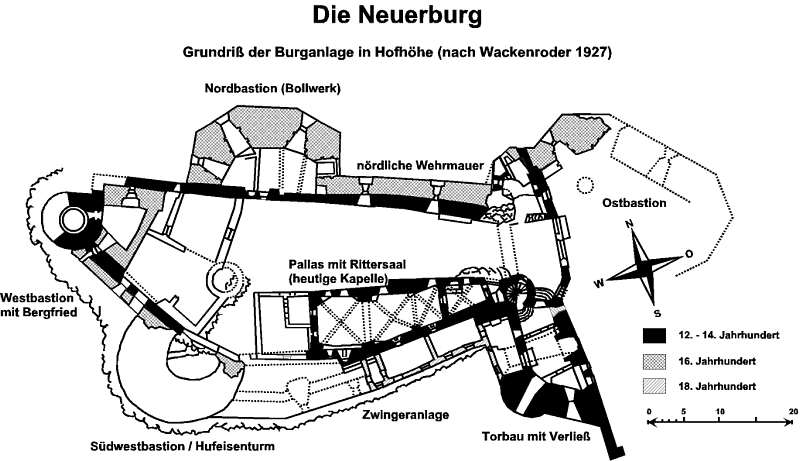
Grundriss der Burg

Erste Erweiterungen der Burg erfolgten im 13. Jh., worunter der Ausbau von einer einfachen Tormauer zum heutigen Torbau fällt, der südlich aus der Burganlage herausragt. Anfang des 15. Jh. wurde – den Wappenformen in den Schlusssteinen nach zu urteilen – die Decke des Rittersaals (heute Burgkapelle) neu gewölbt. Ein weiterer Um- bzw. Ausbau des Torbaus erfolgte um 1600 durch Dietrich II. von Manderscheid-Kail. Den Ausbau der Burg in Richtung Festung nahm zwischen 1513 und 1540 Dietrich IV. vor, der Graf von Manderscheid-Blankenheim, Herr von Schleiden, Daun, Neuenstein, Kronenburg und Neuerburg etc. war. Im Rahmen dieser Maßnahmen wurden die für Artillerie vorgesehenen Bastionen gebaut. Besonders bemerkenswert ist der Übergang zwischen runden Bastionen (Südwestbastion) zur polygonalen Bauform (Nordbastion und Ostbastion), der sich innerhalb dieser Bauphase vollzogen hat. Die Mauerstärken wurden im Zuge dieser Bauarbeiten vervielfacht, bis sie schließlich etwa 5,5 Meter erreichten. Der Ausbau der Burg zur Festung ist insofern außergewöhnlich, da in dieser Zeit viele Burgen wegen der aufgekommenen Feuerwaffen aufgegeben wurden. Da Joachim von Manderscheid als Statthalter im Herzogtum Luxemburg seinen ständigen Wohnsitz auf der Neuerburg nahm, begann er 1579 mit dem Bau des am westlichen Ende des Innenhofes gelegenen großen Gebäudes im Renaissance-Stil.
Die Bedeutung als Festung ist besonders für die Zeit während des Dreißigjährigen Krieges von 1618 bis 1648 zu betonen, weil sie zuerst einmal instand gesetzt und munitioniert wurde und dann gegen schwedische, holländische, irische, polnische und französische Truppen verteidigungsbereit war. Die zur Verteidigung einquartierten luxemburgischen Truppen benahmen sich aber so daneben, dass man sich auch gegen diese verteidigen musste. Die Burg verhinderte jedoch die Plünderung durch ebendiese Truppen.
In den weiteren Jahren war immer wieder Krieg (Pfälzischer Erbfolgekrieg, Holländischer Krieg), sodass die Burg auch weiter ausgebaut und befestigt, aber auch beschossen wurde. 1692 war ein entscheidendes Jahr, weil die Festungsanlagen durch die Franzosen gesprengt wurden. Ein Teil der Anlagen wurde zwar 1701 wieder aufgebaut, aber nicht mehr in der alten Pracht. Das endgültige Ende kam mit den Revolutionskriegen, als die Burg versteigert wurde. Die Steine wurden nach dem großen Stadtbrand von 1818 verkauft und fanden anderweitig Verwendung.
Die Burg kam dann in städtischen Besitz und war Armenhaus, Archiv und Gefängnis bis zum Anfang des 20. Jahrhunderts.
1926 erwarb der Bund Neudeutschland die Burg im Rahmen eines Erbbaurechtsvertrags und ließ sie teilweise wiederaufbauen. Infolge der zahlreichen Umbauten war zwischen Erdgeschoss und 1. Stock ein Zwischenstockwerk entstanden, das oft als Versteck und Zufluchtsort diente. Diese Räume kann man noch heute durch verborgene Eingänge betreten.

## Beschreibung
Bei der Burg Neuerburg handelt es sich um eine Anlage mit einer ovalen Kernburg und zwei Vorburgen.
Der Palas stammt aus spätromanischer Zeit.
Die Schlosskapelle befand sich ursprünglich in der nördlichen Wehrmauer.
Heute befindet sie sich an der Stelle des früheren Palas.
Der runde Bergfried hat einen Außendurchmesser von 7 m und eine maximale Mauerstärke von 1,75 m.
Die gesamte Länge der Anlage beträgt etwa 345 m.
Davon entfallen auf die Oberburg 75 mal 25 m Breite, die innere Vorburg ca. 70 mal 50 m Breite und die äußere Vorburg ca. 200 mal 80 m Breite.
Der Burgbrunnen hat eine Tiefe von ca. 25 m.

## Heutige Nutzung
Die als Kulturdenkmal eingestufte Burg wird vom Bund Neudeutschland mit Sitz in Köln heute als Jugendburg und Jugendherberge betrieben und durch den Förderverein Burg Neuerburg unterstützt. Der Innenhof, die Kapelle und der Ruinenteil sind für die Öffentlichkeit frei zugänglich.